# Precettoria
Precettoria, dal termine latino praeceptor con significato di custode, sorvegliante, e in seguito di prefetto, controllore, comandante, guida, anche spirituale e infine di educatore.

## Descrizione storica

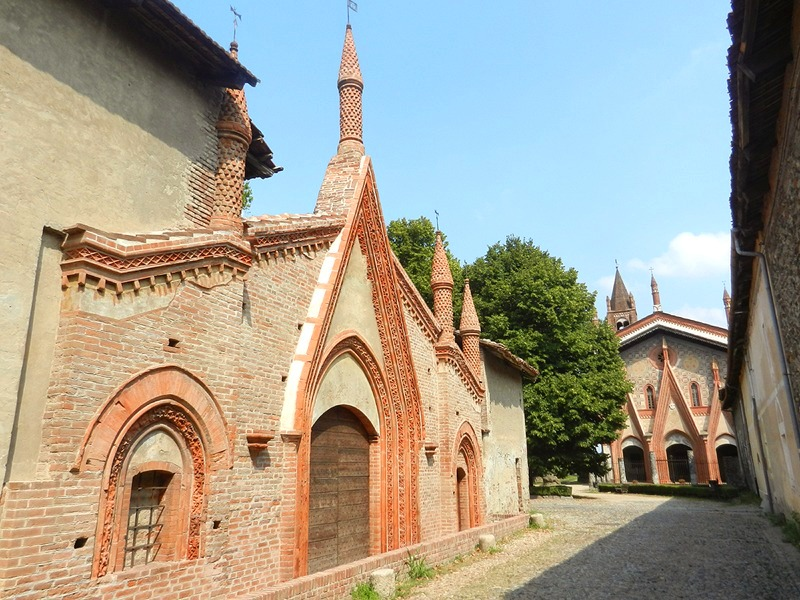
L'ospedale e, sullo sfondo, la Precettoria di Sant'Antonio di Ranverso in Valle di Susa

Le precettorie erano strutture medioevali per lo più gestite da religiosi, rette da un Precettore e composte da una chiesa, talvolta abbaziale, con chiostro e alloggio dei monaci, da edifici destinati a foresteria, ospedale, magazzinaggio di prodotti agricoli e un podere, talora ampio diverse centinaia di ettari, con rogge, canali, peschiere, che doveva assicurare la sussistenza alimentare e che comprendeva spesso un "giardino dei semplici" dove si coltivavano erbe officinali e curative.
Tecnicamente i Precettori antoniani erano nominati dall'unico Abate dell'Ordine, residente nell'abbazia di Saint-Antoine che si trovava nei pressi di Vienne, città nel Delfinato francese. In Piemonte è antica precettoria la impropriamente definita Abbazia di Sant'Antonio di Ranverso; un altro esempio italiano è la precettoria di Barletta.
Se il Nuovo Dizionario della Lingua Italiana di Tullio De Mauro riporta la voce: "precettore con -ia". Termine obsoleto / settoriale che indica "governo"/ "prefettura", tale sostantivo è ormai assente in molti altri dizionari della lingua italiana.